# 00:30 — Тајна операција
00:30 — Тајна операција (енгл. Zero Dark Thirty) амерички је шпијунски трилер из 2012. о хватању Осаме бин Ладена. Филм је режирала Кетрин Бигелоу, сценарио је написао Марк Боул, док је главна улога додељена Џесики Частејн, која је за њу била награђена Златним глобусом за најбољу главну глумицу.

## Радња
Маја је аналитичарка Централне обавештајне агенције која има задатак да пронађе вођу Ал-Каиде Осаму бин Ладена. 2003. године, она је стационирана у америчке амбасаде у Пакистану. Она и службеник ЦИА-е Дан Фулер присуствују црни сајт испитивању Амара (Реда Катеб), притвореник за који се сумња да је повезан са неколико отмичара у нападима 11. септембра и који је подвргнут одобрене побољшане технике испитивања. Амар даје непоуздане информације о сумњивом нападу у Саудијској Арабији, али открива име личног курира за Бин Ладена Абу Ахмеда ал-Кувајтија. Други обавештајни подаци о притвореницима повезују курирску саобраћајницу Абу Ахмеда између Абу Фараџ ал-Либија и бин Ладена. 2005. године, Фараџ пориче да је знао за курира по имену Абу Ахмед; Маја ово тумачи као покушај Фараџа да сакрије значај Абу Ахмеда.
Године 2009, Мајина колега, официрка и пријатељица Џесика путује у америчку базу у Авганистану да упозна јорданског доктора, високог положаја у Ал-Каиди, који је понудио да постане амерички шпијун за 25 милиона долара. Уместо тога, испоставило се да је троструки агент лојалан Ал-Каиди, а Џесика је убијена, заједно са неколико других официра ЦИА, када детонира самоубилачки прслук у ономе што ће постати познато као напад на камп Чепмен, најгори напад на особље ЦИА-е у последњих 25 година.
Томас, аналитичар који је повезао траг Абу Ахмеда, дели са Мајом испитивање једног јорданског затвореника који тврди да је сахранио Абу Ахмеда 2001. Маја сазнаје оно што је ЦИА речено пет година раније: Ибрахим Сајид је путовао под именом Абу Ахмед ал-Кувајти. Схвативши да је њено вођство можда живо, Маја контактира Дена, сада вишег официра у седишту ЦИА. Она спекулише да је ЦИА-ина фотографија Ахмеда фотографија његовог брата Хабиба, који је убијен у Авганистану. Маја каже да њихова брада и домаћа одећа чине браћу сличнима, објашњавајући извештај о Ахмедовој „смрти“ 2001. године.
Кувајтски принц мења број телефона Саједове мајке Дену за Ламборџини Галардо Биколоре. Маја и њен тим ЦИА у Пакистану користе електронске методе да би на крају одредили позиваоца у возилу у покрету који показује понашање које одлаже потврду његовог идентитета (који Маја назива трејдкрафт, потврђујући на тај начин да је субјект вероватно старији курир). Они прате возило до великог урбаног комплекса у Аботабаду, Пакистан. Након што су наоружани нападачи напали Мају док је била у свом возилу, она је враћена у Вашингтон, пошто се верује да је њена маска разнесена.
ЦИА ставља комплекс под надзор, али не добија коначну идентификацију Бин Ладена. Председников Саветник за националну безбедност даје задатак ЦИА-и да креира план за хватање или убиство Бин Ладена. Пре брифинга председника Барацка Обаме, директор ЦИА-е одржава састанак својих високих официра, који процењују да је вероватноћа да ће Бин Ладен бити 60-80% у бази. Маја, такође на састанку, полаже своје поверење на 100%.
2. маја 2011. 160. авијацијски пук за специјалне операције лети са два стелт хеликоптера из Авганистана у Пакистан са члановима ДЕВГРУ (СИЛ тим шест) и ЦИА-ин Одсек за специјалне активности да изврши препад на базу. СИЛ-ови улазе у комплекс и убијају неколико људи, укључујући човека за кога верују да је Бин Ладен. У америчкој бази у Џалалабаду, Авганистан, Маја потврђује идентитет леша.
Она се укрцава у војни транспорт назад у САД, као једини путник. Питају је где жели да иде и почиње да плаче.

## Улоге
| Глумац         | Улога        |
| -------------- | ------------ |
| Џесика Частејн | Маја         |
| Џејсон Кларк   | Ден          |
| Кајл Чaндлер   | Џозеф Бредли |

## Спољашњи извори
- 00:30 — Тајна операција на веб-сајту  (језик: енглески)